# ساتای

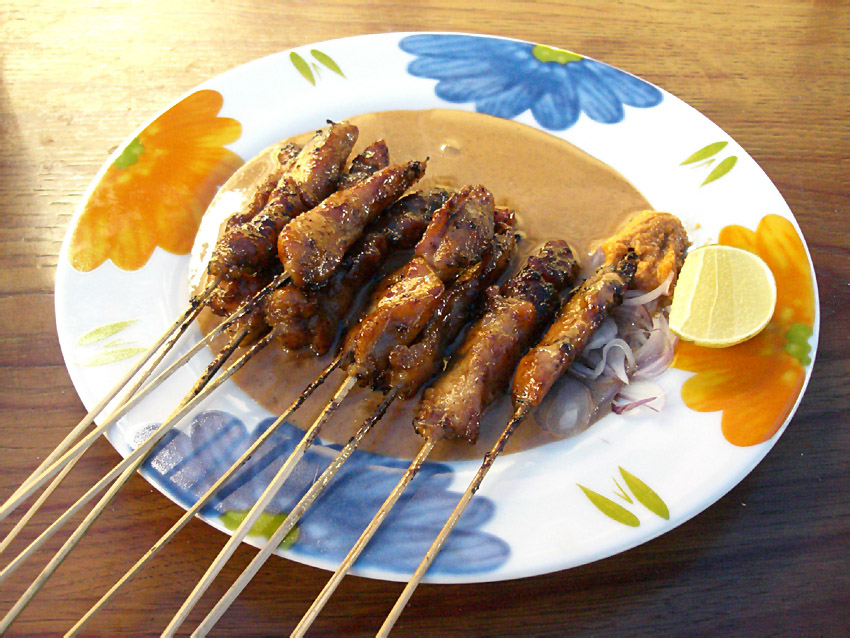

ساتای (Satay) یا ساته در زبانهای اندونزیایی و مالایی به غذایی گفته می‌شود که شامل گوشت کبابی به سیخ کشیده شده و چاشنی زده همراه با سس است. ساتای ممکن است از تکه یا قطعات گوشت جوجه، گوشت گوسفند، گوشت گاو، گوشت خوک، ماهی یا سایر گوشت‌ها یا توفو تشکیل شود. سیخ چوبی ممکن است از گیاهان مختلی مانند نارگیل، نخل یا بامبو تهیه شوند که بامبو از بقیه رایج تر است. این گوشت‌ها روی آتش چوب یا زغال به صورت گریل شده یا کبابی تهیه می‌شوند و سپس همراه با ادویه مختلف سرو می‌شوند.
ساتای از جاوای اندونزی منشأ گرفته‌است. این غذا تقریباً در هر نقطه در اندونزی قابل دسترس است که آن را تبدیل به یک غذای ملی کرده‌است. ساتای همچنین در بسیاری دیگر از کشورهای جنوب شرقی آسیا از جمله مالزی، سنگاپور، برونئی، تایلند، فیلیپین، تیمور شرقی و همچنین در سورینام و هلند رایج است. اندونزی و سورینام در گذشته مستعمره هلند بوده‌اند.